# Собор Воскресения Господня (Петрозаводск)
Собор Воскресения Господня — утраченный православный храм в Петрозаводске, находившийся на Соборной площади (ныне площадь Кирова). Принадлежал Олонецкой и Петрозаводской епархии Русской православной церкви.

## Внешний вид
Каменно-деревянный тёплый храм длиной около 28 м, шириной 17 м с колокольней (купольная часть храма, увенчанная 9 главами, была деревянной). Кроме главного придела, в соборе были освящены два боковых: в честь и славу Рождества Христова и в честь Рождества Пресвятой Богородицы. Особопочитаемой иконой собора была Троеручица.
В соборе было три входа — с западной, северной и южной сторон. В специальных помещениях находились духовная библиотека, ризница и древлехранилище.
У северных ворот каменной ограды собора находился каменный киот в виде часовни с иконой Николая Чудотворца. У западного входа в храм была могила Фаддея Петрозаводского.

## История
Построен в 1800 году на средства горожан рядом с Петропавловским собором на месте Святодуховской церкви, разобранной по причине ветхости в 1799 году. До 1875 года — Святодуховский, в 1875 году переименован во имя Воскресения Господня.
11 декабря 1905 года у южной стены собора был похоронен архиепископ Анастасий.
В октябре 1924 года храм сильно пострадал от пожара, уничтожившего стоящий рядом деревянный Петропавловский собор. Власти отказали верующим в разрешении отремонтировать здание, и оно было разобрано.
На месте сгоревших соборов было построено каменное здание Дома народного творчества со зрительным залом на 350 мест, разрушенное в годы Великой Отечественной войны. В дальнейшем на этом месте было построено одноэтажное кирпичное здание стрелкового тира.
В 2017 году во время археологических раскопок был обнаружен фундамент здания храма, который был огорожен оградой и с 30 августа 2017 года открыт для всеобщего доступа.